# Паннотія

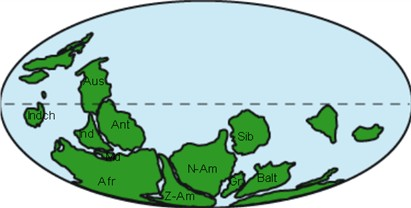
Паннотія була зосереджена на Південному полюсі, звідси її назва

Паннотія — гіпотетичний суперконтинент, що існував приблизно з 600 до 540 мільйонів років тому. Вперше описаний Єном В. Д. Діелом (Ian W. D. Dalziel) в 1997 році.

## Формування
Паннотія почала формуватися близько 750 млн років тому в результаті розділення попереднього суперконтиненту Родинії на Прото-Лавразію (яка надалі додатково розділилася і знову утворила Лавразію), протоплатформу Конго і Прото-Гондвану (Гондвану без Атлантики і Конголезької платформи).
При зміщенні Прото-Лавразії до південного полюсу, частковому повороті Прото-Гондвани та введенні між ними Конголезької платформи приблизно 600 мільйонів років тому утворилася Паннотія. Оскільки великі материкові маси знаходилися навколо полюсів, вважається, що масштаби материкового зледеніння в епоху Паннотії були максимальними за всю геологічну історію.

## Будова, існування та розпад
В період максимального зближення Паннотія нагадувала за формою літеру V, відкриту на північний-схід, яка оточувала протоокеан Панталасса і була оточена Панафриканським протоокеаном.
Суперконтинент Паннотія утворився в результаті дотичного (тангенціального) контакту його складових частин, які продовжили при цьому свій рух, і був короткоживучим за геологічними мірками. До кінця докембрію, всього через 60 мільйонів років після свого утворення, Паннотія розпалася на континент Гондвана і міні-континенти Балтики, Сибіру і Лаврентії.
Згодом ці материкові маси знову з'єдналися з утворенням пізнього суперконтинента Пангея.